# Santiago Hezze
Santiago Hezze (ur. 22 października 2001 w Buenos Aires) – argentyński piłkarz polskiego pochodzenia występujący na pozycji defensywnego lub środkowego pomocnika w greckim klubie Olympiakos.

## Kariera klubowa
W pierwszym zespole CA Huracán zadebiutował w lutym 2020 roku. Zawodnik był łączony z przejściem do m.in. SL Benfica, Palmeiras czy Anderlechtu. W barwach pierwszej drużyny CA Huracán rozegrał 107 ligowych meczów, w których strzelił 6 bramek.
W sierpniu 2023 roku trafił do Olympiakosu. Kwota transferu wynosiła około 4 milionów euro. W sezonie 2023/2024 zwyciężył z zespołem w Lidze Konferencji Europy.

## Kariera reprezentacyjna
W 2024 roku został powołany do reprezentacji Argentyny na igrzyska olimpijskie. Rozegrał na tym turnieju trzy spotkania.

## Pochodzenie
Hezze to siostrzeniec argentyńskiego piłkarza i szkoleniowca Antonio Mohameda.
Babcia piłkarza pochodziła z Polski. Hezze na początku grudnia 2023 roku złożył wniosek o polskie obywatelstwo. W styczniu 2024 roku otrzymał polskie obywatelstwo.